# ماجور ليزر

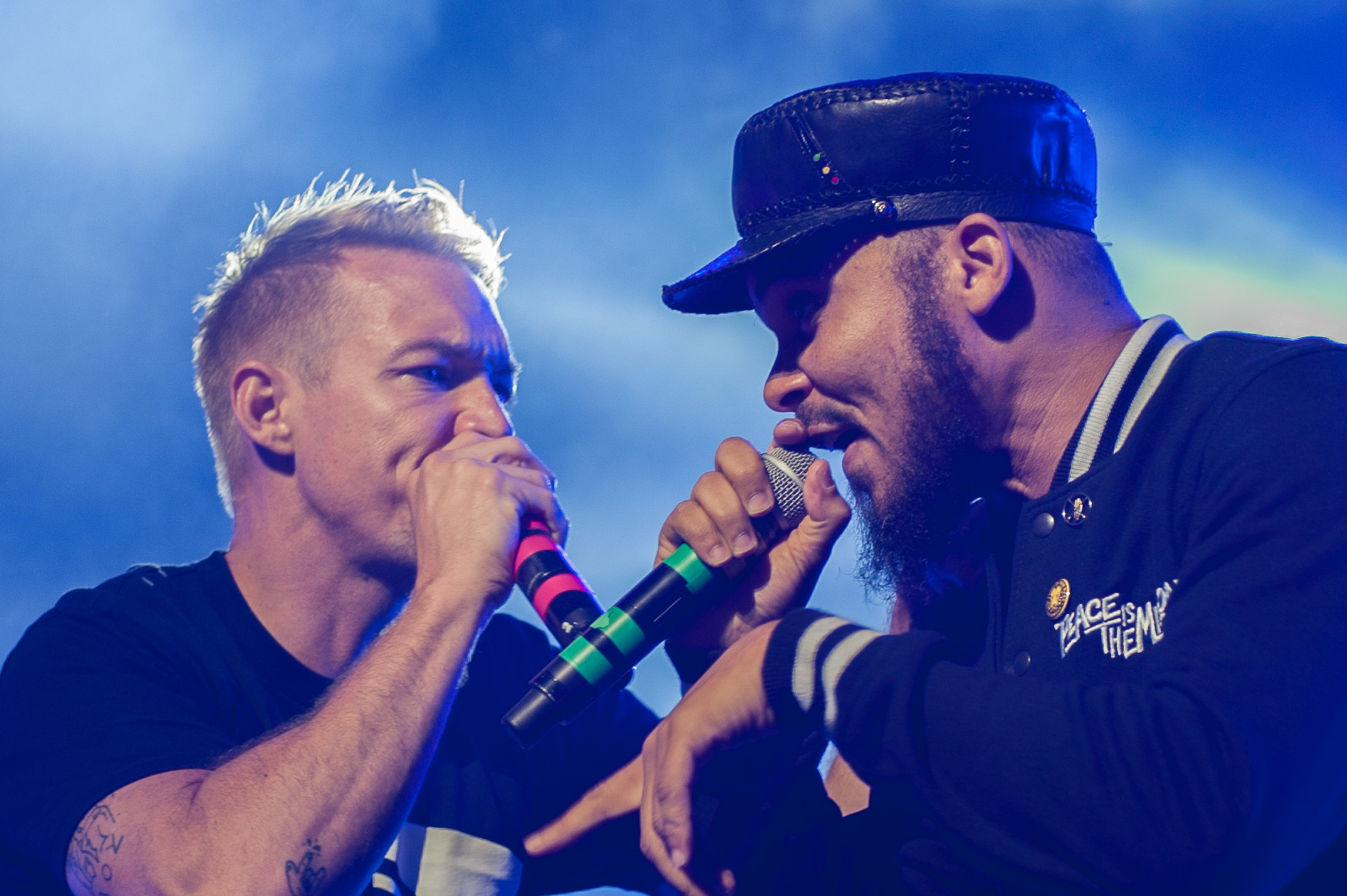
ديبلو ووولشي فاير في 2015

ماجور ليزر (بالإنجليزية: Major Lazer)‏ وهي فرقة موسيقية إلكترون وريغيه تون أمريكية تجمع بين قائد الفرقة ومنتجها ديبلو وجليونير وبوعز فان بيتز والدي جي الإنجليزي سويتش، بدئوا في 2008 وغنوا مع مغنين مشهورين مثل شون بول وفاريل ويليامز وأريانا غراندي وسنوب دوغ ودي جاي سنيك كارين ماري أورستد.

## روابط خارجية
- ماجور ليزر على موقع IMDb (الإنجليزية)
- ماجور ليزر على موقع ميوزك برينز (الإنجليزية)
- ماجور ليزر على موقع رولينغ ستون (الإنجليزية)
- ماجور ليزر على موقع أول ميوزيك (الإنجليزية)
- ماجور ليزر على موقع ديسكوغز (الإنجليزية)